# Rugby a 7 ai Giochi della XXXIII Olimpiade
Il torneo di rugby a 7 ai Giochi della XXXIII Olimpiade fu il 3º torneo olimpico, maschile e femminile, di rugby a VII.
Tenutosi nel programma dei XXXIII Giochi, si svolse interamente allo Stade de France di Saint-Denis.
La competizione si svolse su sette giorni consecutivi, i primi quattro dei quali, dal 24 al 27 luglio, dedicati al torneo maschile, e gli ultimi tre, dal 28 al 30 luglio 2024, a quello femminile.
I tornei si tennero secondo le regole del gioco e i criteri di qualificazione stabiliti da World Rugby.
Sia per il torneo maschile che quello femminile il Comitato olimpico britannico designò la federazione inglese a concorrere per la qualificazione in rappresentanza della Gran Bretagna.
Tra gli uomini fu la Francia ad aggiudicarsi, per la prima volta, l'oro dopo il dominio di Figi nelle prime due edizioni del torneo olimpico: proprio gli isolani del Pacifico, campioni olimpici uscenti, furono sconfitti nella finale per il titolo per 7-28 dai francesi.
Nonostante la sconfitta, comunque, i figiani possono vantare tre finali in tre edizioni fino ad allora disputate.
L'oro femminile fu, invece, appannaggio della Nuova Zelanda, che confermò il titolo olimpico di quattro anni prima: le Black Ferns Sevens si imposero 19-12 in finale sul Canada.

## Podi
| Evento              | Oro           | Argento | Bronzo      |
| Rugby a 7 maschile  | Francia       | Figi    | Sudafrica   |
| Rugby a 7 femminile | Nuova Zelanda | Canada  | Stati Uniti |

## Medagliere
| Pos.   | Paese         | Oro | Argento | Bronzo | Totale |
| ------ | ------------- | --- | ------- | ------ | ------ |
| 1      | Francia       | 1   | 0       | 0      | 1      |
| 1      | Nuova Zelanda | 1   | 0       | 0      | 1      |
| 3      | Figi          | 0   | 1       | 0      | 1      |
| 3      | Canada        | 0   | 1       | 0      | 1      |
| 5      | Sudafrica     | 0   | 0       | 1      | 1      |
| 5      | Stati Uniti   | 0   | 0       | 1      | 1      |
| Totale | Totale        | 2   | 2       | 2      | 6      |